# Bundesautobahn 659
Die Bundesautobahn 659 (Abkürzung: BAB 659) – Kurzform: Autobahn 659 (Abkürzung: A 659) – führt vom Autobahnkreuz Weinheim zum Viernheimer Kreuz. Sie entstand in den 1960er Jahren als Zubringer zur 1968 eröffneten „Bergstraßenautobahn“ (A 5) und ersetzt auf diesem Stück die ursprüngliche Viernheimer Umgehungsstraße (B 38).
Die A 659 beginnt am Autobahnkreuz Weinheim als Verlängerung der durch den Saukopftunnel aus dem Odenwald kommenden Bundesstraße 38. Direkt hinter dem Autobahnkreuz Weinheim durchfährt man eine enge S-Kurve, die in Fahrtrichtung Weinheim bei Nässe nur mit 80 km/h befahren werden darf. Direkt dahinter befindet sich in Fahrtrichtung Mannheim eine Tankstelle, dahinter auf 2 km zwei Ausfahrten Richtung Viernheim, wobei die Ausfahrt Viernheim zusätzliche Ein- und Ausfahrten zur direkten Anbindung des Rhein-Neckar-Zentrums besitzt. In Fahrtrichtung Weinheim befindet sich eine Tankstelle zwischen Viernheimer Kreuz und Anschlussstelle Viernheim. Seit der Erneuerung der von Mannheim kommenden Fahrbahn ist die A 659 ohne Tempolimit, ausgenommen bei Nässe an der S-Kurve zwischen dem Weinheimer Kreuz und der Aral-Tankstelle. Hier sind 120, 100 und 80 km/h vorgeschrieben.
Geplant war ursprünglich eine Verlängerung bis Mannheim-Feudenheim mit Anschluss an die B 38a (Rhein-Neckar-Schnellweg). Mittlerweile ist im Zusammenhang mit städtebaulichen Entwicklungen in Mannheim ab Ende der Autobahn bis etwa 2030 ein Rückbau der B 38 zur Stadtstraße vorgesehen.
Die A 659 ist neben der A 656 und der B 47 eine der drei Möglichkeiten, schnell zwischen den parallel verlaufenden Autobahnen A 6 bzw. A 67 und A 5 zu wechseln.